# Droga wojewódzka nr 646
Droga wojewódzka nr 646 (DW646) – droga wojewódzka łącząca Turzno w pow. toruńskim z DK15 o długości ok. 6 km.

## Miejscowości leżące przy trasie DW646
- Turzno
- Brzeźno (DK15)